# David González (futbolista venezolano)
David González (Caracas, Distrito Capital, Venezuela; 6 de febrero de 1986) es un futbolista venezolano. Se desempeña en la posición de portero y actualmente milita en el  Portuguesa FC de la Primera División de Venezuela. Ocupa el dorsal número 22.

## Trayectoria
Perteneció a la selección sub-20 de Venezuela en el Mundial de Egipto 2009.
Campeón en la temporada 2008-2009 con el Caracas FC cuando jugaba de juvenil para este equipo.
Campeón con el Caracas FC en la temporada 2010-2011.

## Clubes
| Clubes        | País      | Temporadas        |
| ------------- | --------- | ----------------- |
| Caracas FC    | Venezuela | 2008–2011         |
| ACD Lara      | Venezuela | 2011 - 2015       |
| Portuguesa FC | Venezuela | 2015 - Actualidad |

- Datos: Q20994035